# اکاترینا لیسونوا
اکاترینا لیسونوا (روسی: Екатерина Андреевна Лисунова؛ زادهٔ ۶ اکتبر ۱۹۸۹) ورزشکار واترپلو اهل روسیه است.
وی در مسابقات کشوری و بین‌المللی در مجموع برندهٔ ۲ مدال طلا، ۴ مدال برنز شده‌است.